# La Fresnaie-Fayel
La Fresnaie-Fayel é uma comuna francesa na região administrativa da Normandia, no departamento Orne. Estende-se por uma área de 5,43 km². Em 2010 a comuna tinha 56 habitantes (densidade: 10,3 hab./km²).